# STS-34
STS-34はアメリカ合衆国の打ち上げたスペースシャトルミッションの名称である。スペースシャトル計画31回目の飛行であり、機体には当ミッションが5回目の飛行となるアトランティスが使用された。STS-28の次、STS-33の前のミッションに当たる。ケネディ宇宙センターより1989年10月18日に打ち上げられ、エドワーズ空軍基地に10月23日に帰還した。本ミッションの特筆すべき点として、木星探査機であるガリレオ探査機が放出された事が挙げられる。